# Naturbahnrodel-Junioreneuropameisterschaft 1993
Die 20. FIL-Naturbahnrodel-Junioreneuropameisterschaft fand vom 13. bis 14. Februar 1993 in Rautavaara in Finnland statt.

## Einsitzer Herren
| Platz | Name               | Zeit |
| ----- | ------------------ | ---- |
| 01    | Simon Meinschad    | ?    |
| 02    | Mika Ahonen        | ?    |
| 03    | Martin Gruber      | ?    |
| 04    | Gerhard Schwab     | ?    |
| 05    | Gustav Gögele      | ?    |
| 06    | Andi Ruetz         | ?    |
| 07    | Martin Schneebauer | ?    |
| 08    | Roland Kallan      | ?    |
| 09    | Peter Braunegger   | ?    |
| 10    | Tomi Ahonen        | ?    |

32 Rodler kamen in die Wertung.

## Einsitzer Damen
| Platz | Name                | Zeit |
| ----- | ------------------- | ---- |
| 01    | Sonja Steinacher    | ?    |
| 02    | Beatrix Mahlknecht  | ?    |
| 03    | Sandra Mariner      | ?    |
| 04    | Irene Mitterstieler | ?    |
| 05    | Nadja Fuchs         | ?    |
| 06    | Marion Mittelberger | ?    |
| 07    | Alexandra Fuchs     | ?    |
| 08    | Angela Bacher       | ?    |
| 09    | Sari Parta          | ?    |
| 10    | Ewa Urbańczyk       | ?    |

Elf Rodlerinnen kamen in die Wertung.

## Doppelsitzer
| Platz | Name                                     | Zeit |
| ----- | ---------------------------------------- | ---- |
| 1     | Martin Schneebauer – Peter Braunegger    | ?    |
| 2     | Michał Andrzejewski – Jacek Andrzejewski | ?    |
| 3     | Fabio Minuzzi – Umberto Vierin           | ?    |
| 4     | Alois Braunegger – Klaus Mauracher       | ?    |
| 5     | Roland Kallan – Gerhard Mühlbacher       | ?    |
| 6     | Georgi Worobjow – Michael Kolesow        | ?    |
| 7     | Gustav Gögele – Martin Psenner           | ?    |

Sieben Doppelsitzer kamen in die Wertung.

## Medaillenspiegel
| Platz | Land       | Gold | Silber | Bronze | Gesamt |
| ----- | ---------- | ---- | ------ | ------ | ------ |
| 1.    | Österreich | 2    | —      | 1      | 3      |
| 2.    | Italien    | 1    | 1      | 2      | 4      |
| 3.    | Finnland   | —    | 1      | —      | 1      |
| 3.    | Polen      | —    | 1      | —      | 1      |